# Зулькадары (племя)
Зулькадары (азерб. Zülqədər eli) — одно из тюркских племён, входивших в состав племенной конфедерации кызылбашей.

## История
Кызылбашское племя Зулькадар, являются выходцами из анатолийского бейлика Зулькадар (Дулькадирогуллары), первочанально проживавшие в Эльбистане и Мараше, часть которых в 1500 году приняла учение шейхов ордена Сефевиййе, и переселилось в Азербайджан. В Азербайджане, Зулькадары были поселены в областях Гянджи, Аррана, в округе Дербента. В качестве наследственных улька эмирам Зулькадаров были дарованы области Фарс и Керман.